# Höberga
Höberga är en by i Kållands-Råda socken, nära gränsen till Örslösa, Lidköpings kommun vid väg 2559. Här finns och har funnits åtta gårdar med jord- och skogsbruk, mjölk och nötkreatur, svinproduktion, fåravel, hästar, lanthandel, slakteri, bilverkstad, frisör och konsthantverk.